# Onthophagus tholaayi
Onthophagus tholaayi är en skalbaggsart som beskrevs av Masumoto 1990. Onthophagus tholaayi ingår i släktet Onthophagus och familjen bladhorningar. Inga underarter finns listade i Catalogue of Life.